# Futebol gridiron

Um campo de futebol americano. O campo de futebol canadense abaixo difere um pouco em dimensão e design, mas é bastante similar. Números nos campos indicam as jardas para a zona final mais próxima.

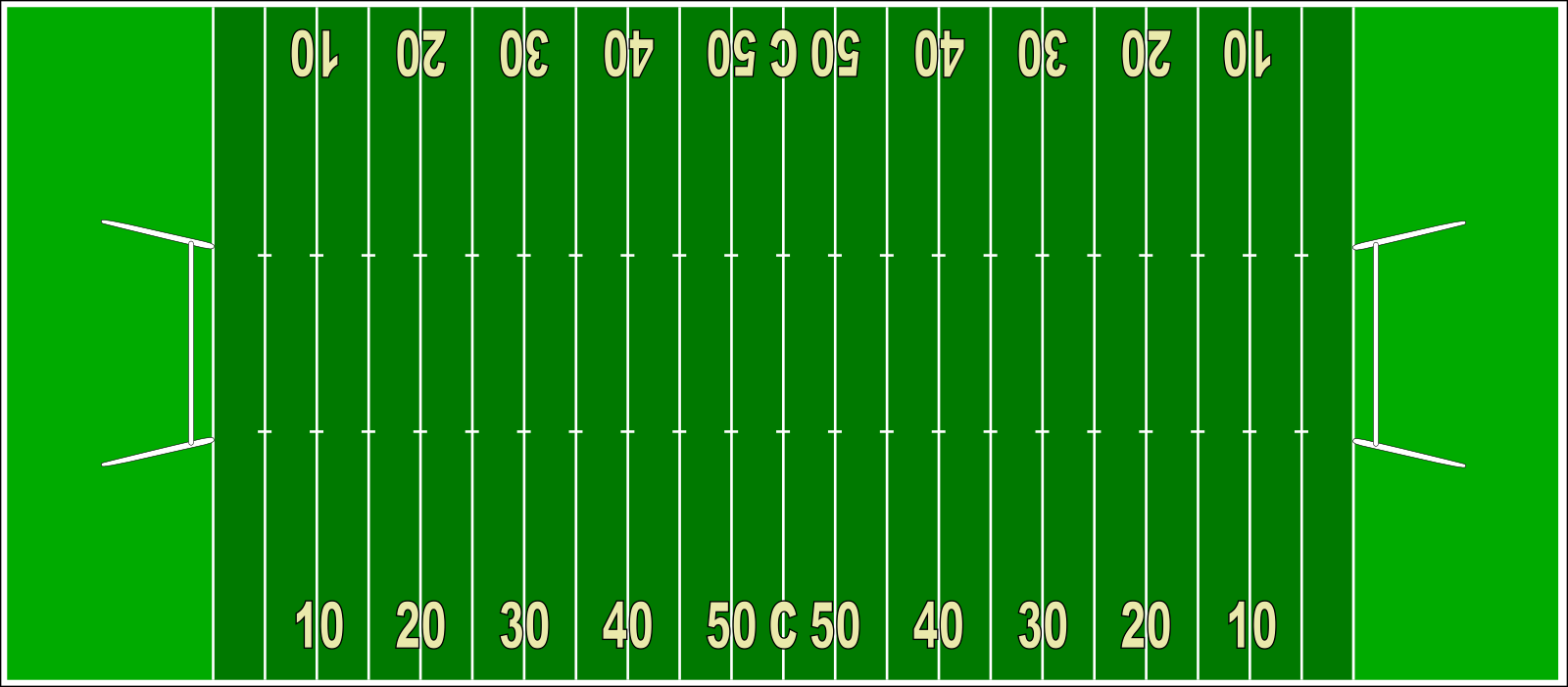
Diagrama de futebol canadense.

Futebol gridiron é um termo utilizado para referir-se a vários tipos de futebol jogados primariamente nos Estados Unidos e no Canadá, sendo eles o Futebol americano e o Futebol canadense respectivamente, e algumas variantes como o Futebol americano de arena e Flag football. O termo refere-se ao campo característico utilizado nos jogos, que é marcado com uma série de linhas paralelas semelhante a uma grelha (gridiron em inglês). Enquanto que nos Estados Unidos e no Canadá seja utilizado primariamente em referência ao campo, em outros países anglófonos, o termo é utiizado para diferenciar os tipos de futebol jogados na América do Norte de outros tipos de futebol, como o Football Association e Rugby, por exemplo.